# آنیزو
آنیزو (به اسپانیایی: Aniezo) یک منطقهٔ مسکونی در اسپانیا است که در Cabezón de Liébana واقع شده‌است. آنیزو ۳۳ نفر جمعیت دارد و ۶۸۳ متر بالاتر از سطح دریا واقع شده‌است.